# Robert Barney Baker
Robert Barney Baker (* 18. Mai 1930; † 17. November 1995) war ein US-amerikanischer Gewerkschafter, Verbindungsmann zur La Cosa Nostra, Leibwächter und Auftragsmörder.

## Biografie
Der 185 Kilo schwere ehemalige Boxer arbeitete im Hafen von New York City und war in Glücksspielaktivitäten der Cosa Nostra verstrickt, bevor er der Bodyguard von Jimmy Hoffa wurde. Barney Baker wurde bald ein besonderer Freund seines Bosses und organisierte für diesen 1957 zusammen mit seinem Jugendfreund Dave Yaras und Rolland McMaster die Gewerkschaftsniederlassung der Teamsters „Local 320“ in Miami. In der neuen Niederlassung bezog dann der Mobster Santo Trafficante ein Büro, der wiederum für die CIA am Umsturz in Kuba arbeitete.
Als Auftragsmörder arbeitete er mit vielen der damaligen Bosse des Organisierten Verbrechens zusammen, u. a. Meyer Lansky, Joe Adonis in New York City, Mike Copola in Miami, Bugsy Siegel in Las Vegas; John Vitale in St. Louis.